# Fronton (Teksas)
Fronton – jednostka osadnicza w Stanach Zjednoczonych, w stanie Teksas, w hrabstwie Starr.